# برنیس منوچهریان
برنیس منوچهریان (به انگلیسی: Bernice Manochehrian)، یک ایرانی-آمریکایی یهودی‌تبار و رئیس سابق کمیته روابط عمومی آمریکایی اسرائیلی و عضو کنونی هیئت مدیره «آی‌پک» است.
این کمیته از کانون‌های بزرگ سازماندهی‌شده برای انجام لابی‌گری به سود منافع کشور اسرائیل در سیاست آمریکا است.